# Marta Giménez Pastor
Marta Giménez Pastor (General Pico, La Pampa, 23 de diciembre de 1923 - Buenos Aires, 16 de febrero de 2002) fue escritora y poeta argentina. Escribió  cuentos, teatro y poesía. Fue docente, periodista y es reconocida como una de las autoras de literatura infantil más destacadas de su generación.Dictó cátedras de literatura infantil en la Universidad de Venezuela donde residió 3 años. Recibió, entre otros premios, la Faja de Honor de la SADE, el Premio FNA (PK) y el Premio Nacional de Literatura Infantil en el año 1994 por su obra 100 historias de Marta Giménez Pastor para leer antes de ir a dormir y su larga trayectoria literaria.

## Biografía
Hija de un periodista – Carlos Giménez Pastor - y de una maestra– Sara Aragón Neyra – Marta Giménez Pastor nació y creció en la ciudad de General Pico, Provincia de La Pampa (Argentina). Cuando se mudó a la ciudad de Buenos Aires, continuó sus estudios en la Escuela Normal N°1 y en el Instituto Eccleston donde se recibió de maestra y de profesora de educación inicial, sin saber en ese entonces, que esa sería una de sus grandes vocaciones. Ejerció la docencia durante 30 años. Fue maestra de grado, profesora de chicos y grandes, en el país y en el extranjero.
Escribió libros de lectura, asesoró editoriales y revistas infantiles en el tema educativo. Dictó cursos, charlas de literatura infantil en diversas universidades venezolanas. Trabajó en el Consejo Nacional de Educación (Ministerio de Educación) dentro de la Comisión de textos y en la Cancillería Argentina, bajo la presidencia de Raúl Alfonsín para colaborar con el proceso democrático. Hasta sus últimos años, Giménez Pastor contó cuentos en las escuelas, promovió la lectura, dio claves a las maestras para estimular la narración y a los niños para disfrutar de la fantasía, participó en mesas redondas, fue jurado de certámenes literarios y participó en revistas especializadas infantiles.
Sin lugar a duda, toda su vida estuvo intensamente ligada a la docencia. Pero junto a ella, Marta Giménez Pastor tuvo otra gran pasión: la poesía. Se inició en ella dentro del importante grupo poético de vanguardia (1950-1960) Poesía Buenos Aires junto a los grandes poetas de la época.
Con el apoyo de César Fernández Moreno, Raúl Gustavo Aguirre, Rodolfo Alonso, Jorge Enrique Móbili, Nicolás Espiro y Edgar Bayley entre tantos otros y llena de entusiasmo por esta nueva pasión, por la intimidad de la escritura, en 1948, publica su primer libro de poemas para adultos, Canciones para el mar y los caminos. En 1950 nace otro libro de poemas Acaso los dos éramos follaje, en 1953 Después noviembre y en 1959 publica su libro El campeón con el que gana el Premio Faja de Honor de la SADE Sociedad Argentina de Escritores.

Junto a su marido, el periodista José Daniel Viacava, fundan la revista literaria Trayectoria y publican en 1965 una Selección Poética femenina argentina 1940-1960.
En 1967 Marta Giménez Pastor publica su primer libro de poemas infantiles Versos en sube y baja con el que ganó el I premio del Fondo Nacional de las artes argentinas.
En 1969 ganó la beca de la Comisión Fulbright y en 1976 con su libro La pancita del gato gana el Premio Faja de Honor de la SADE Sociedad Argentina de Escritores de literatura infantil.
Su obra no dejó de expandirse a lo largo de su vida. Escribió poesía, cuentos, obras de teatro, textos escolares. Incursionó en la televisión, la radio y en los medios gráficos y editoriales como colaboradora, autora, crítica especializada y asesora. Sus poemas y sus cuentos infantiles y para adultos fueron publicados en los medios periodísticos más importantes de la Argentina.
Con más de 50 libros publicados para niños y numerosos premios, Marta Giménez Pastor, volvió en sus últimos años a la poesía para adultos. Su último libro fue Agua Florida (1998). Falleció en la ciudad de Buenos Aires el 16 de febrero de 2002

## Obras literarias

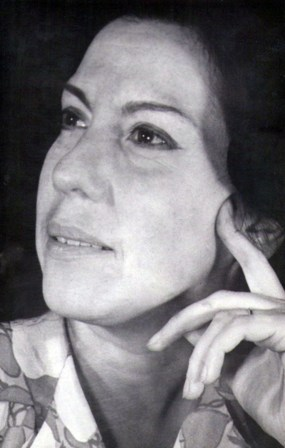
Giménez Pastor retrato

### Poesía para adultos
- Canciones para el mar y los caminos (1948)
- Acaso los dos éramos follaje (1951)
- Después noviembre (1953)
- El Campeón (1959)
- Selección Poética femenina en colaboración con J.D.Viacava (1965)
- Cosas de la vida (1975)
- Antología "Cuentos de amor de autores argentinos" (1998)
- Antología "Palabras a mi madre" (1998)
- Agua Florida (1998)
- Antología "Palabras a mi hijo" (1999)

## Literatura infantil
- Versos en sube y baja (1967)
- Miau (1972)
- La pancita del gato (1975)
- El sol en un bolsillo (1977)
- Un regalo de Pascuas (1978)
- El carretel de la Tía Iris (1978)
- En el cielo las estrellas (1980)
- La brujita Trik (1980)
- Corazón de galletita (1981)
- Queridos animalitos (1981)
- Aventuras de la brujita Trik (1986)
- Fui por un caminito y otros cuentos (1986)
- El libro de Juanito (1987)
- Cuentan mis abuelitos (1988)
- A la lata al latero (1988)
- Caramelos de amor y otras dulzuras (1988)
- El señor Batata (1989)
- Andar por los aires y otros cuentos (1989)
- Un barrilete a la luna (1990)
- Pajaritos para Caroline (1990)
- El duende de los sueños (1991)
- Una vaquita en el jardín (1991)
- Silbando bajito (1992)
- El ángel del buen aire (1992)
- Los cuentos que cuenta el viento, 1993
- 100 cuentos de Marta Giménez Pastor para leer antes de dormir (1993)
- Llegaron los chicos (1995)
- La sopa de los bostezos (1995)
- Vinieron, vinieron y nunca se fueron (1999)

### Obras de teatro
- Respetable público - 6 obras de teatro para títeres (1974)
- ¡Qué comience la función!- 4 obras de teatro para títeres (1988)
- Arriba el telón

### Canciones en sube y baja
- todos los poemas de Versos en sube y baja con la musicalización de Eduardo Schejtman. (1968)[8]

### Canciones animadas
- http://youtu.be/NBzGNj5h_oI (enlace roto disponible en Internet Archive; véase el historial, la primera versión y la última).

## Premios y distinciones
- 1960. Premio Faja de honor de la SADE (Sociedad Argentina de Escritores) por su libro de poesía El Campeón.
- 1965. Participación del premio Martín Fierro como libretista de la emisión televisiva Cuentos de nunca acabar.
- 1968. Premio del Fondo Nacional de las artes argentinas.[9] por su libro Versos en sube y baja.
- 1968. Premio Elefante de plata en el Festival de teatro infantil de Necochea.[10]
- 1969. Beca de la Comisión Fulbright.
- 1970. Premio Municipal de la ciudad de Necochea, Buenos Aires, Argentina por su trayectoria en el teatro para niños.
- 1972. Premio Centro Editor de América Latina por su libro MIAU.
- 1976. Premio Faja de honor de la SADE (Sociedad Argentina de Escritores) por su libro La pancita del gato.
- 1984. Premio Konex - Diploma al Mérito en Literatura para niños de la Fundación Konex - Argentina
- 1990. Premio Municipal de la ciudad de Buenos Aires-categoría Teatro infantil con su obra Respetable Público.
- 1992. II Premio Nacional de literatura infantil por su libro Andar por los aires.
- 1994. I Premio Nacional de literatura infantil por su libro 100 historias para leer antes de ir a dormir.
- Ciudadana ilustre de la ciudad de General Pico - La Pampa - Argentina.